# 星稜中学校・高等学校
星稜中学校・高等学校（せいりょうちゅうがっこう・こうとうがっこう、英: Seiryo Junior & Senior High School）は、石川県金沢市小坂町に所在し、中高一貫教育を提供する私立中学校・高等学校。
スクールカラーは黄色。

## 概要
星稜中学校には、1997年（平成9年）までは1学年1クラスで旧校舎の中学校校舎も3つの教室しかなかった（理科の実験などの教室は高等学校の校舎を使っていた）。1998年（平成10年）入学者からは2クラスになり、敷地内の高等学校校舎の教室に移り、旧中学校校舎は高校3年生が使用していた。また、それまで運動会などの行事を高校生と合同で開催していたが翌年から中学校単独で行事を行うことが多くなった。
これに対し、星稜高等学校の生徒は約1600人、教職員は100人超がそれぞれ在籍しており、職員室も3つ設置されている。
高等学校と同じ校舎内の1階に中学校の職員室・教室がすべて入っている。教員は中学校及び高等学校の授業を併せて担当していることが多い。
校名が、東京都の青稜中学校・高等学校並びに静岡県の星陵中学校・高等学校や兵庫県立星陵高等学校と似ているため、しばしば星陵と誤植されるが、これらの学校との関連はない。
2001年9月（平成13年）には校舎が新築され、7階建てエアコン、エレベーター付きとなった。パソコンルーム・音楽室の他、様々な運動施設（トレーニングセンター等）が存在する。

## 設置コース
- Aコース（全国トップレベルの難関国立・私立大学、医学部を目指す）
- Bコース（学業と部活動の両方に力を入れ、志望大学への進学を目指す）
- Pコース（部活動で全国トップレベルの成績を目指し、大学進学も目指す）
- 中高一貫理数コース（中高一貫6年間のカリキュラムで医学部医学科や難関大学への進学を目指す）

## 沿革
- 1962年（昭和37年）4月 - 実践第二高等学校を開校。
- 1963年（昭和38年）9月 - 実践第二高等学校を星稜高等学校と改称。
- 1964年（昭和39年）- プール竣工。
- 1966年（昭和41年）- 第3校舎竣工。
- 1967年（昭和42年）4月 - 星稜高等学校を金沢経済大学付属星稜高等学校と改称。
- 1968年（昭和43年）- 武道館竣工。
- 1969年（昭和44年）- グラウンド拡張。
- 1970年（昭和45年）- 第2体育館竣工。
- 1971年（昭和46年）11月 - 金沢経済大学付属星稜高等学校を金沢経済大学星稜高等学校と改称。
- 1972年（昭和47年）
  - 4月 - 金沢経済大学星稜高等学校に情報処理科を新設。
  - - 新校舎1号館竣工。
- 1973年（昭和48年）4月 - 金沢経済大学星稜中学校を開校。
- 1976年（昭和51年）- 第3体育館竣工。
- 1980年（昭和55年）- 剣道場竣工。
- 1981年（昭和56年）- 金沢経済大学星稜高等学校の情報処理科廃止。
- 1982年（昭和57年）- 金沢経済大学星稜高等学校の商業科廃止。
- 1983年（昭和58年）
  - 4月 - 金沢経済大学星稜中学校を星稜中学校、金沢経済大学星稜高等学校を再び星稜高等学校にそれぞれ改称。
  - - 特別棟・野球場竣工。
- 1988年（昭和63年）4月 - 男子の指定制帽廃止。
- 1989年（平成元年）10月 - 稲置記念館竣工。
- 1990年（平成2年）- トレーニングセンター竣工。
- 1992年（平成4年）10月 - 稲置学園総合運動場竣工。
- 1993年（平成5年）4月 - 指定鞄廃止。
- 1995年（平成7年）4月 - 指定コート廃止。
- 1996年（平成8年）4月 - 女子制服を森英恵デザインに変更。
- 1997年（平成9年）- 弓道場竣工。
- 2000年（平成12年）4月 - 星稜中学校に習熟度別授業開始（英・数）。
- 2001年（平成13年）8月 - 星稜中学校・高等学校新校舎及び新体育館竣工。
- 2002年（平成14年）
  - 4月 - 星稜高等学校にコース制導入。
  - 10月 - 星稜中学校・高等学校室内練習場・グラウンド竣工。
- 2006年（平成18年）- 第2・第3体育館耐震工事。
- 2007年（平成19年）- 第2運動部寮完成。
- 2008年（平成20年）- 星稜中学校野球場改修。
- 2009年（平成21年）- 星稜中学校で自転車通学者ヘルメット着用義務化。
- 2015年（平成27年）4月 - 女子制服新デザインに変更。
- 2017年（平成29年）4月 - 中高一貫校として新たにスタート。
- 2021年（令和3年）2月 - 星稜中学校・高等学校総合寮 GROW DORM（グロードーム）竣工。
- 2024年（令和6年）1月 - 元日の能登半島地震によりグラウンドが被災、一時使用不可となる[3]。

## 教育方針

### 建学の精神
誠実にして社会に役立つ人間の育成

### 知・徳・体
「知育」、「徳育」、「体育」のいずれにも偏向しないバランスのとれた教育活動をする。その上で生徒一人ひとりの個性と能力を引き出し、それをさらに伸ばす。生徒が主体的に学び、切磋琢磨できる環境を整える。建学の精神の「誠実にして社会に役立つ人間の育成」を決してぶれることのない縦糸として、生徒、保護者、教職員が横糸となり、その時代を反映した星稜の輝かしい歴史の1ページをつくる。良き伝統は継承し、新しい星稜を目指す。

### 目標
1. 安全で安心して生活できる学校を目指す。
2. 在校生、卒業生が愛校心・プライドのもてる学校を目指す。
3. 保護者や社会から信頼され、地域から愛される学校を目指す。
4. 星稜高等学校にあっては中学生、星稜中学校にあっては小学生があこがれる学校を目指す。

### 五つの誓い
- さわやかな挨拶をします
- 心身の鍛練につとめます
- すべての学習に最善を尽くします
- 責任のある行動に徹します
- 率先してよい環境をつくります

## 部活動

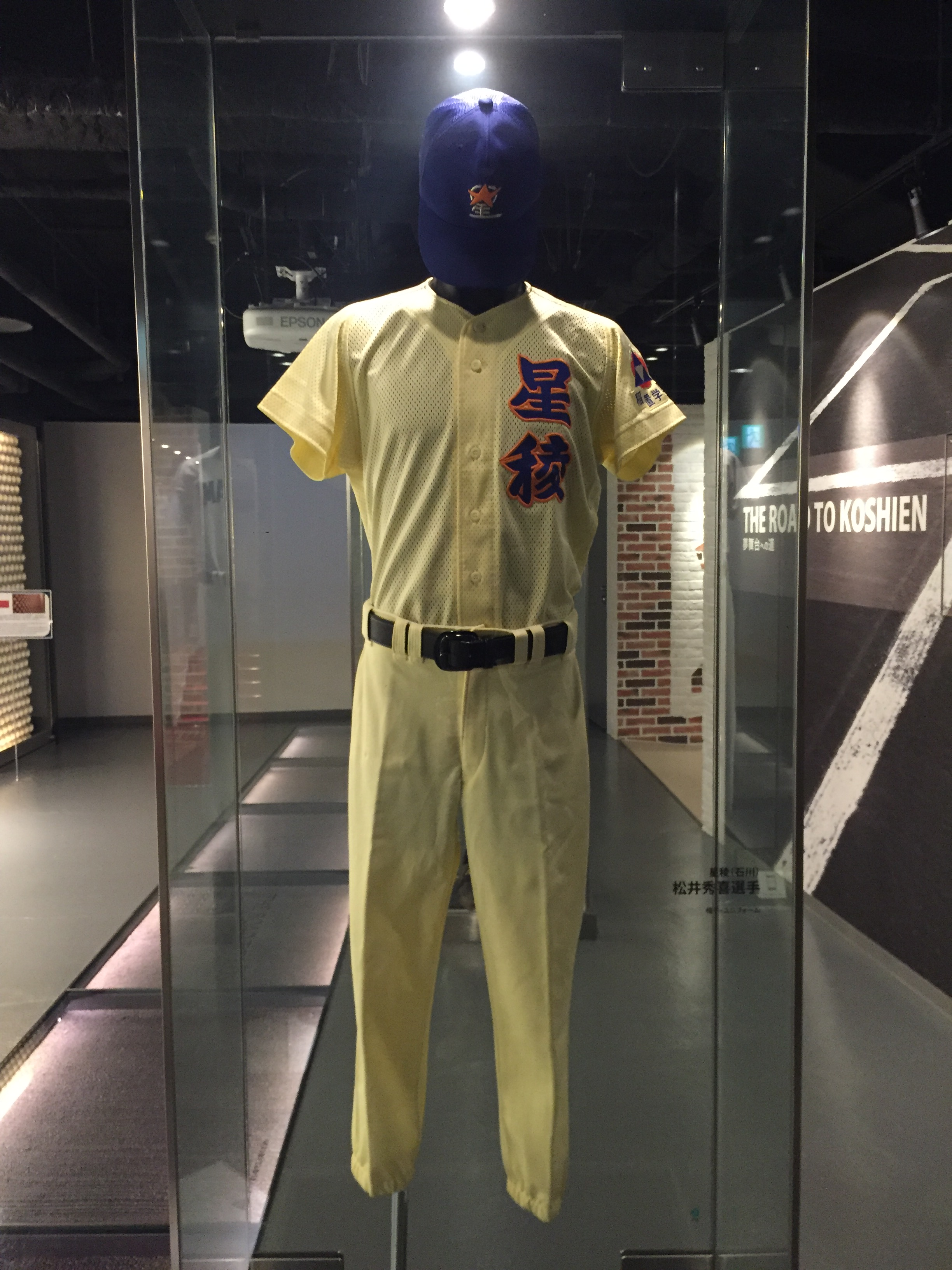
松井秀喜の星稜高校野球部ユニフォーム（甲子園歴史館にて展示）

### 運動部の年表

#### サッカー部
- 1974年 - 選手権初出場
- 1977年 - 選手権3年ぶり2回目の出場
- 1978年 - 選手権2年連続3回目の出場
- 1987年 - 選手権9年ぶり4回目の出場
- 1989年 - 選手権2年ぶり5回目の出場
- 1991年 - 選手権2年ぶり6回目の出場（ベスト8）
- 1994年 - 選手権3年ぶり7回目の出場
- 1996年 - 選手権2年ぶり8回目の出場
- 1997年 - 選手権2年連続9回目の出場
- 1999年 - 選手権2年ぶり10回目の出場
- 2000年 - 選手権2年連続11回目の出場
- 2001年 - 選手権3年連続12回目の出場
- 2002年 - 選手権4年連続13回目の出場
- 2003年 - 選手権5年連続14回目の出場
- 2004年 - 選手権6年連続15回目の出場（ベスト4）
- 2005年 - 選手権7年連続16回目の出場
- 2006年 - 選手権8年連続17回目の出場（ベスト8）
- 2007年 - 選手権9年連続18回目の出場
- 2007年 - 全国高等学校総合体育大会サッカー競技大会準優勝
- 2008年 - 選手権10年連続19回目の出場
- 2009年 - 総体出場
- 2009年 - 選手権11年連続20回目の出場
- 2010年 - 総体出場
- 2010年 - 選手権12年連続21回目の出場
- 2011年 - 選手権13年連続22回目の出場。女子部設立。
- 2012年 - 選手権14年連続23回目の出場（ベスト4）
- 2013年 - 選手権15年連続24回目の出場（準優勝）。全日本高等学校女子サッカー選手権大会初出場
- 2014年 - 選手権16年連続25回目の出場（初優勝）[4]
- 2015年 - 選手権17年連続26回目の出場（ベスト4）
- 2017年 - 選手権2年ぶり27回目の出場
- 2018年 - 選手権2年連続28回目の出場
- 2020年 - 選手権2年ぶり29回目の出場
- 2021年 - 選手権2年連続30回目の出場
- 2022年 - 選手権3年連続31回目の出場

#### 高校野球部
- 1972年 - 夏の甲子園に初出場
- 1976年 - 夏の甲子園4年ぶり2回目の出場（ベスト4）
- 1977年
  - 春の甲子園に初出場
  - 夏の甲子園2年連続3回目の出場
- 1979年
  - 春の甲子園2年ぶり2回目の出場
  - 夏の甲子園2年ぶり4回目の出場
- 1980年 - 明治神宮野球大会（高校の部）で初優勝
- 1981年
  - 春の甲子園2年ぶり3回目の出場
  - 夏の甲子園2年ぶり5回目の出場
- 1982年
  - 春の甲子園2年連続3回目の出場
  - 夏の甲子園2年連続6回目の出場
  - 明治神宮野球大会（高校の部）でベスト4
- 1983年
  - 春の甲子園3年連続4回目の出場
  - 明治神宮野球大会（高校の部）で2年連続ベスト4
- 1984年
  - 春の甲子園4年連続5回目の出場
  - 夏の甲子園2年ぶり7回目の出場
- 1989年 - 夏の甲子園5年ぶり8回目の出場
- 1990年 - 夏の甲子園2年連続9回目の出場
- 1991年
  - 夏の甲子園3年連続10回目の出場（ベスト4）
  - 国民体育大会（高校の部）で準優勝
  - 明治神宮野球大会（高校の部）2回目の優勝
- 1992年
  - 春の甲子園8年ぶり7回目の出場（ベスト8）
  - 夏の甲子園4年連続11回目の出場
  - 国民体育大会（高校の部）で初優勝
- 1994年
  - 春の甲子園2年ぶり8回目の出場
  - 夏の甲子園2年ぶり12回目の出場
  - 明治神宮野球大会（高校の部）で準優勝
- 1995年
  - 春の甲子園2年連続9回目の出場（ベスト8）
  - 夏の甲子園2年連続13回目の出場（石川県勢初の準優勝）
- 1997年 - 春の甲子園2年ぶり10回目の出場
- 1998年
  - 夏の甲子園3年ぶり14回目の出場
  - 国民体育大会（高校の部）でベスト4
- 2005年 - 春の甲子園8年ぶり11回目の出場
- 2007年 - 夏の甲子園9年ぶり15回目の出場
- 2013年 - 夏の甲子園6年ぶり16回目の出場
- 2014年 - 夏の甲子園2年連続17回目の出場[5]
- 2016年 - 夏の甲子園2年ぶり18回目の出場
- 2018年
  - 春の甲子園13年ぶり12回目の出場（ベスト8）[6]
  - 夏の甲子園2年ぶり19回目の出場[7]
  - 明治神宮野球大会（高校の部）で準優勝
- 2019年
  - 春の甲子園2年連続13回目の出場
  - 夏の甲子園2年連続20回目の出場（24年ぶり2回目の準優勝）[8]
- 2020年 - 春の甲子園3年連続14回目の出場
- 2022年
  - 春の甲子園2年ぶり15回目の出場（ベスト8）
  - 夏の甲子園3年ぶり21回目の出場
- 2023年
  - 夏の甲子園2年連続22回目の出場
  - 明治神宮野球大会（高校の部）3回目の優勝
  - 2024年センバツ高校野球ベスト4まで勝ち進むも健大高崎に敗退する。

#### 陸上競技部
（ ）は出場結果。順位/出場校には途中棄権校及びオープン参加の韓国代表を含まない。
- 1973年 - 都大路初出場（46位/46校・2時間31分24秒）
- 1974年 - 都大路2年連続2回目の出場（46位/47校・2時間28分16秒）
- 1975年 - 都大路3年連続3回目の出場（46位/47校・2時間27分15秒）
- 1983年 - 都大路8年ぶり4回目の出場（44位/47校・2時間18分21秒）
- 1986年 - 都大路2年連続5回目の出場（47位/47校・2時間23分29秒）
- 1987年 - 都大路3年連続6回目の出場（43位/47校・2時間17分45秒）
- 1992年 - 都大路5年ぶり7回目の出場（28位/47校・2時間10分43秒）
- 1993年 - 都大路2年連続8回目の出場（22位/47校・2時間10分27秒）
- 1994年 - 都大路3年連続9回目の出場（46位/58校・2時間12分25秒）
- 1996年 - 女子部都大路初出場（47位/47校・1時間19分12秒）
- 1997年 - 都大路2年連続2回目の出場（46位/47校・1時間16分44秒）
- 2006年 - 都大路12年ぶり10回目の出場（36位/47校・2時間10分38秒）
- 2007年 - 都大路10年ぶり3回目の出場（41位/47校・1時間13分52秒）
- 2008年 - 都大路2年ぶり11回目の出場（35位/47校・2時間10分24秒）

#### その他の部活動
中学
- 野球部
- サッカー部
- テニス部
- 陸上競技部
- 卓球部
- トランポリン部
- 剣道部
- ゴルフ部
- 茶道部
- 美術部
- 吹奏楽部
- 天文部
- 囲碁部

高校
- 水泳部
- トランポリン部
- 剣道部
- 空手道部
- 柔道部
- 弓道部
- スキー部
- テニス部
- ソフトボール部
- バレーボール部
- バスケットボール部
- バドミントン部
- ソフトテニス部
- ハンドボール部
- 卓球部
- レスリング部
- ゴルフ部
- ボウリング部
- 吹奏楽部
- 合唱部
- 茶道部
- 華道部
- 写真部
- 放送部
- 将棋部
- 囲碁部
- 映画部
- ESS部
- 美術部
- 筝曲部
- 科学部
- 天文部
- 演劇部
- 文芸部
- チアリーダー部
- 少林寺拳法部
- 体操部
- 馬術部
- 日本舞踊部
- 百人一首かるた部
- 書道部
- 家庭部

## 主な行事

### 文化祭
8月の3日間に行われる。名称は星稜祭。生徒会・文化祭実行委員会が中心となってイベントなどを企画する。毎年、1日目は午前・午後に分けて稲置記念館にて講演会等が行われる。

### 体育大会
7月と12月に行われる。サッカーやバレーボール、卓球などが競技種目である。通称球技大会。各体育館やサッカーグラウンドで行われる。

### 運動会
9月に行われる。綱引きや徒競走などを行う。稲置学園総合運動場で行われる。

### 卒業式
毎年3月1日。中学校は第一体育館。高校は稲置記念館。

## 施設・設備
- 校舎 - 七階建てで冷暖房完備。またエレベーターが常時5基が稼動している。大人数で講義を受けるための大講義室や、50台のパーソナルコンピュータが置いてありインターネットを利用できるコンピュータ室、勉強のために個人ブースが完備されている学習室などがある。
- サッカーグラウンド - 人工芝のグラウンドで、夜間照明設備が6基設置されている。
- 第一体育館 - 最も大きな体育館でバスケットコート三面分の広さがある。また二階部分には一周200メートルのランニングコースもあり、屋上にはテニスコートが四面ある。
- 第二体育館 - 二階建てで、一階は主に卓球、二階はバスケットボールやバレーボールなどに使用される。
- 第三体育館 - 主に剣道に使用される。
- 武道館 - 柔道やレスリングなどに使用される。
- トレーニングセンター - 二階建てで、一階はウェイトトレーニングのための器具が置いてあり、二階は空手部の練習場になっている。また縄上りのための縄が二階から垂れ下がっている。
- 屋内練習場 - 雨天のとき、主に野球部の練習のために使用される。
- その他 - プールやハンドボールコート、弓道場もある。また上部校である金沢星稜大学にあるコンビニエンスストアや学生食堂、大学に設置されている体育館なども使用できる。そして稲置学園総合運動場などへ行くときに使用するマイクロバスがある。

## アクセス
- IRいしかわ鉄道線東金沢駅 徒歩約15分
- JR・IRいしかわ鉄道金沢駅からは下記路線バスを利用
- 北鉄金沢バス「鳴和」停留所 徒歩約10分
- 西日本JRバス「星稜高校」・「鳴和」停留所 徒歩約10分

## 著名な出身者

### 野球
- 小松辰雄
- 谷内野隆
- 若狭徹
- 北安博
- 音重鎮
- 湯上谷竑志
- 鈴木望
- 村田勝喜
- 村松有人
- 松井秀喜
- 山本省吾
- 辻武史
- 北野良栄
- 高木京介
- 島内宏明
- 西川健太郎
- 鈴木将光
- 岩下大輝
- 森山恵佑
- 北村拓己
- 奥川恭伸
- 山瀬慎之助
- 北村祥治
- 内山壮真
- 堅田外司昭

### サッカー
- 北一真
- 田中俊也
- 辻田真輝
- 麦田和志
- 田代祐平
- 豊田陽平
- 本田圭佑
- 橋本晃司
- 作田裕次
- 鈴木大輔
- 鈴木大誠
- 髙岸憲伸
- 岩岸宗志
- 藤島樹騎也

### 陸上競技
- 杉林孝法
- 大森重宜
- 五島莉乃
- 清水空跳

### トランポリン
- 中野蘭菜
- 佐竹玲奈

### スポーツ(その他)
- 岩田稔 - バレーボール
- 又多風緑 - ガールズケイリン

### 芸能
- 中村真由美 - 元モデル、レースクイーン
- 米田奈美子 - 元女優、グラビアアイドル
- 新谷良子 - 声優、歌手
- 宮崎由加 - 歌手、タレント、アイドル
- 碧海さりお - 宝塚歌劇団星組スター
- 麻斗海伶 - 宝塚歌劇団雪組スター
- 新田さちか - 実業家、女優、モデル
- 坂田秀晃 - 元MEN'S NON-NOモデル、俳優
- 前田星奈 - モデル、レースクイーン
- 井上陽向大 - 俳優

### マスコミ
- 室岡里美 - 北海道テレビ放送アナウンサー
- 所村武蔵 - テレビ朝日アナウンサー
- 高畠菜那 - NHK金沢放送局キャスター、元モデル、女優
- 石黒謙吾 - フリーライター
- 松下茂典 - スポーツライター

### 政治・行政
- 馳浩 - 石川県知事、プロレスラー、元同校教員、元参議院議員、元衆議院議員
- 宮元陸 - 加賀市長
- 鳴瀬昭夫 - 官僚
- 東良子 - 自衛官

### 実業家
- 木谷高明 - ブシロード・ブロッコリー創業者
- 徳野新太郎 - 起業家

### その他
- 雄谷良成 - ソーシャルワーカー

## 教職員
- 山下智茂 - 野球部総監督（元監督）、元副校長、元稲置学園理事
- 林和成 - 野球部元監督